# Conimbriga

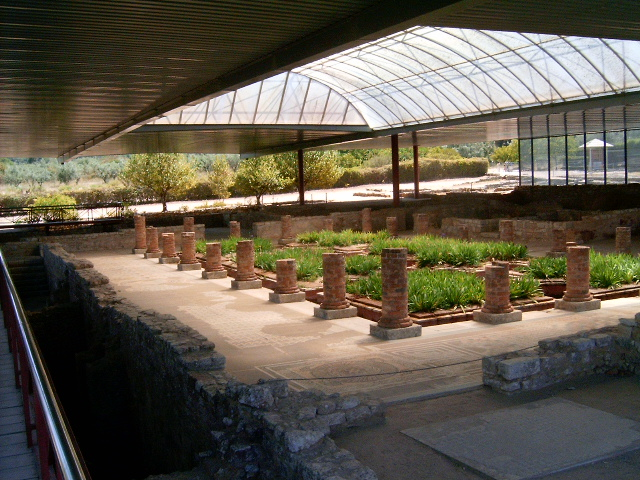
Haus der Springbrunnen

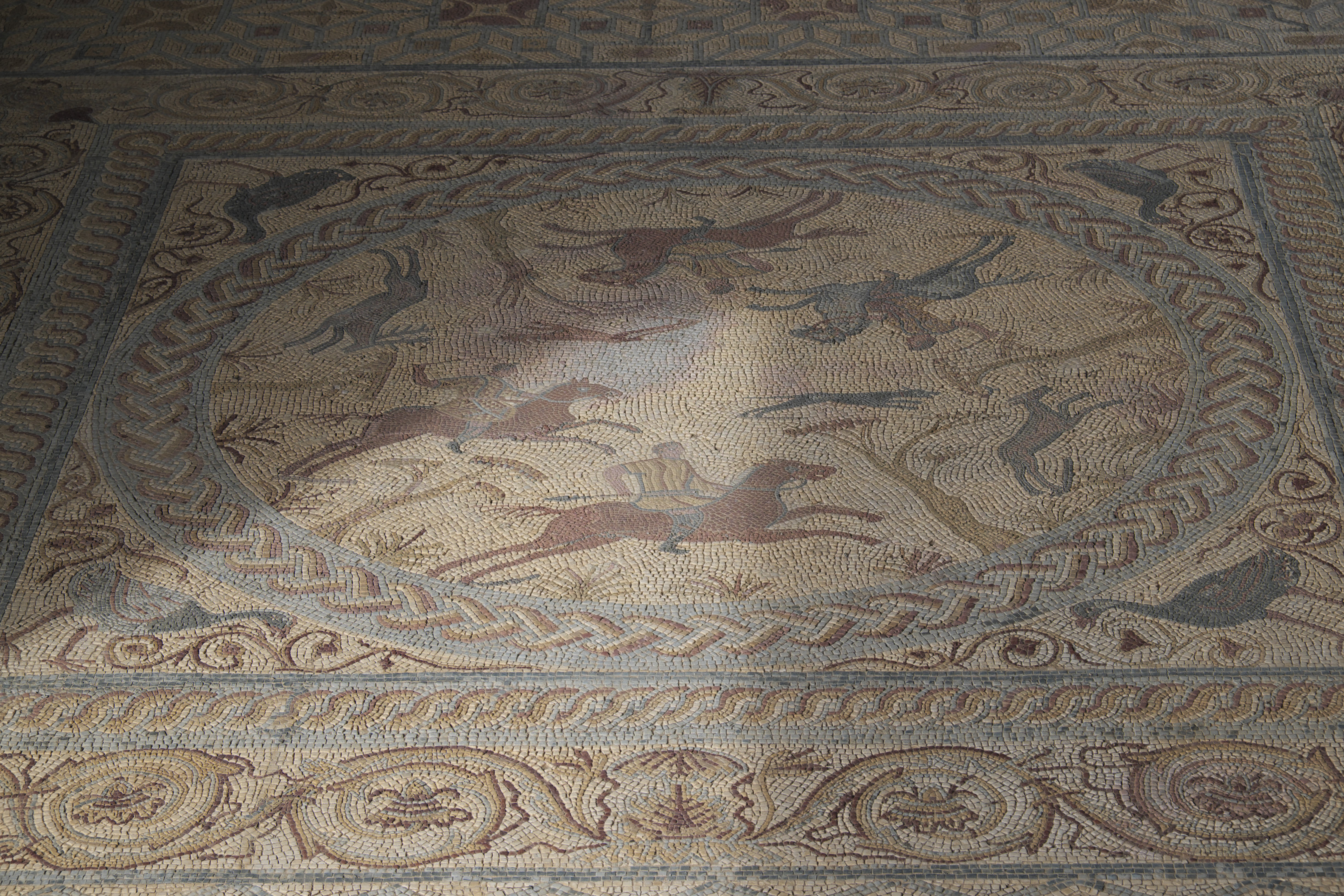
Die Reiter – eines von mehreren aufwändigen Mosaiken in Conimbriga

Conimbriga (in portugiesischer Schreibweise auch Conímbriga) war eine antike römische Stadt im heutigen Portugal. Sie befindet sich 16 km von Coimbra und weniger als zwei Kilometer von Condeixa-a-Nova entfernt.

## Geschichte
Die frühesten archäologischen Funde sind keltischen Ursprungs und entstammen der Eisenzeit des 9. Jahrhunderts v. Chr. Es wird sich um eine ibero-keltische Siedlung handeln. Das zeigt sich an der Endung „–briga“, die typisch ist für keltische Siedlungen. Auf der Iberischen Halbinsel finden sich mehr als 100 eisenzeitliche Orte, die derartig enden. Conimbriga wurde 139 v. Chr. von römischen Truppen erobert und Teil der Provinz Lusitania des römischen Reiches.
In der Zeit des Augustus wurde die Stadt um öffentliche Thermen, ein Forum und eine Stadtmauer erweitert. Als Conimbriga während der Zeit Constantius’ II. Stadtrecht erhielt, wurde das augusteische Forum abgebrochen und durch ein größeres ersetzt. Die Stadt ist in zwei Bereiche geteilt: ein Villenviertel mit reichen Mosaiken und einem zentralen Platz im Norden sowie einem Häuserbereich der Mittelklasse, vorwiegend von Handwerkern bewohnt, mit einem großen Gebäude aus der Zeit des Claudius im Süden, das sein Ausgräber, Virgilio Correia, als vorchristliche Basilika deutete.
Im Jahr 468 eroberten Sueben die Stadt. Conimbriga, das bereits von den Römern durch einen langen Aquädukt aus Alcabideche versorgt werden musste, desertifizierte, verlor seinen Status als Bischofssitz an Aeminium (Coimbra) und wurde im 7./8. Jahrhundert von den Einwohnern verlassen.

## Archäologische Grabungen
Obwohl nicht die größte römische Stadt Portugals, ist Conimbriga durch die jahrhundertelange Versandung heute die am besten konservierte. Die Stadtmauern sind größtenteils intakt, die Mosaiken und Fundamente vieler Häuser und öffentlicher Gebäude erhalten. In den Bädern, meist mit fehlendem Boden, ist das System der Hypokaustheizungen noch vorhanden. Nach archäologischen Schätzungen sind von 1899 bis heute (Stand Januar 2013) zehn Prozent der Stadt ausgegraben worden.
Unter den verschiedenen Grabungen waren die von Virgilio Correia 1930–1944 am systematischsten. Innerhalb der Mauern wurden von ihm mehrere luxuriöse Wohnhäuser, eines davon mit privaten Thermen, und eine frühchristliche Basilika gefunden. Correia legte zudem die Stadtmauern, einige öffentliche Thermen, 569 m² Mosaiken und mit dem zentralen Garten ein Versorgungssystem für 500 Brunnen frei.

## Römische Wassermühle
Conimbriga war die erste von Vergílio Correia als solche erkannte Wassermühle auf der Iberischen Halbinsel. Sie hatte Eimer mit der Aufschrift „Iram“ oben. An der Wand der Galerie, in der sie installiert war, wurde aus der Krümmung der Markierungen der Durchmesser des Rades wurde mit etwa 3,0 m berechnet. Das Wasser stammte aus der Alcabideque-Quelle mit der Stadt durch ein Aquädukt verbunden war. Am Eingang der Stadt trat das Wasser in einen Verteiler.

## Bedeutung
Städte wie Bracara Augusta (heute Braga), Pax Julia (heute Beja) oder Olissipo (seit 48 v. Chr. Colonia Felicitas Iulia, heute Lissabon) übertrafen Conimbriga an Bedeutung und Größe. Conimbriga gilt dennoch als bedeutendste römische Ausgrabungsstätte in Portugal, da es einer der seltenen Fälle ist, in denen im Verlauf keine neue Stadt auf der alten Römerstadt entstanden ist. Im Laufe der Zeit wurden zwar Steine für Bauten im nahen Condeixa-a-Velha entfernt, und die Ende des 19. Jahrhunderts und in den 1930er Jahren vorgenommenen archäologischen Ausgrabungen haben einige Bereiche ohne die heutigen wissenschaftlichen Standards an Dokumentationsgenauigkeit abgetragen. Jedoch steht mit Conimbriga ein freies, nicht neu überbautes und somit unverändertes Ausgrabungsfeld einer bedeutenden römisches Verwaltungsstadt der Provinz Lusitania zur Verfügung, von der der größte Teil noch nicht freigelegt wurde.
Mit über 150.000 Besuchern jährlich (2010), von denen nur ein kleiner Teil Schüler und Studenten waren (ca. 30.000), ist Conimbriga auch touristisch von Bedeutung.

## Bilder

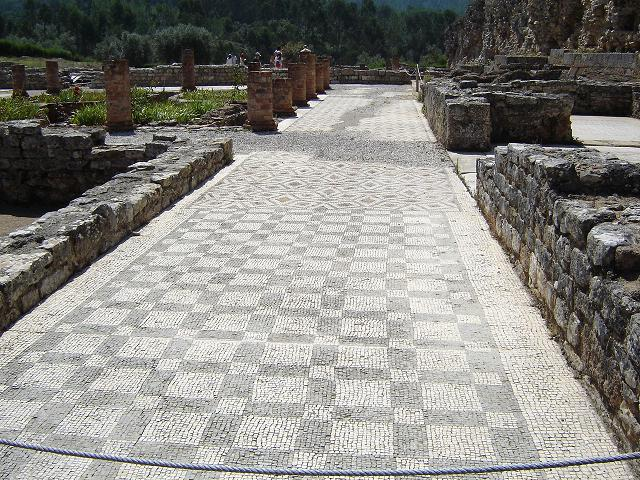
Straße
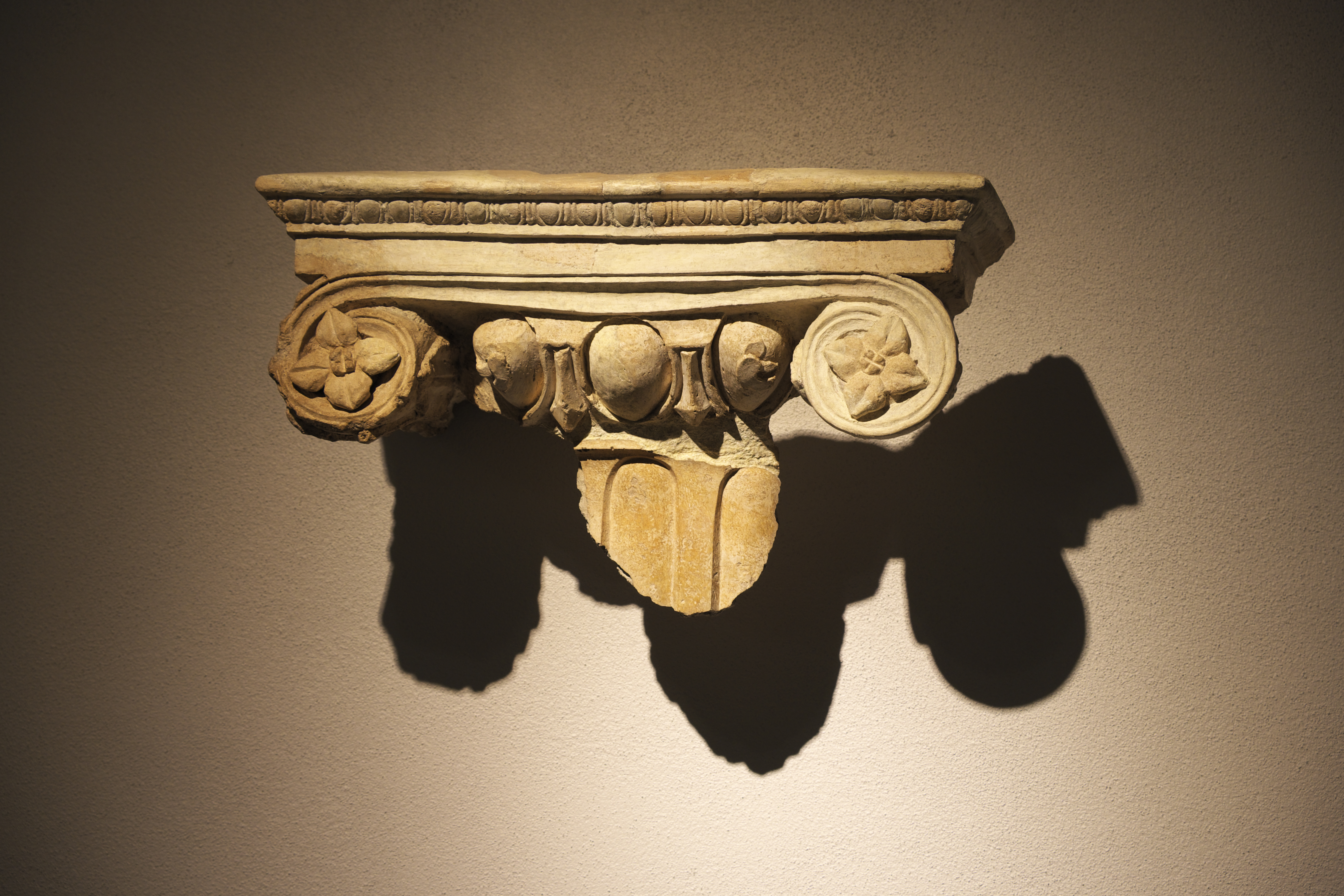
Kapitel
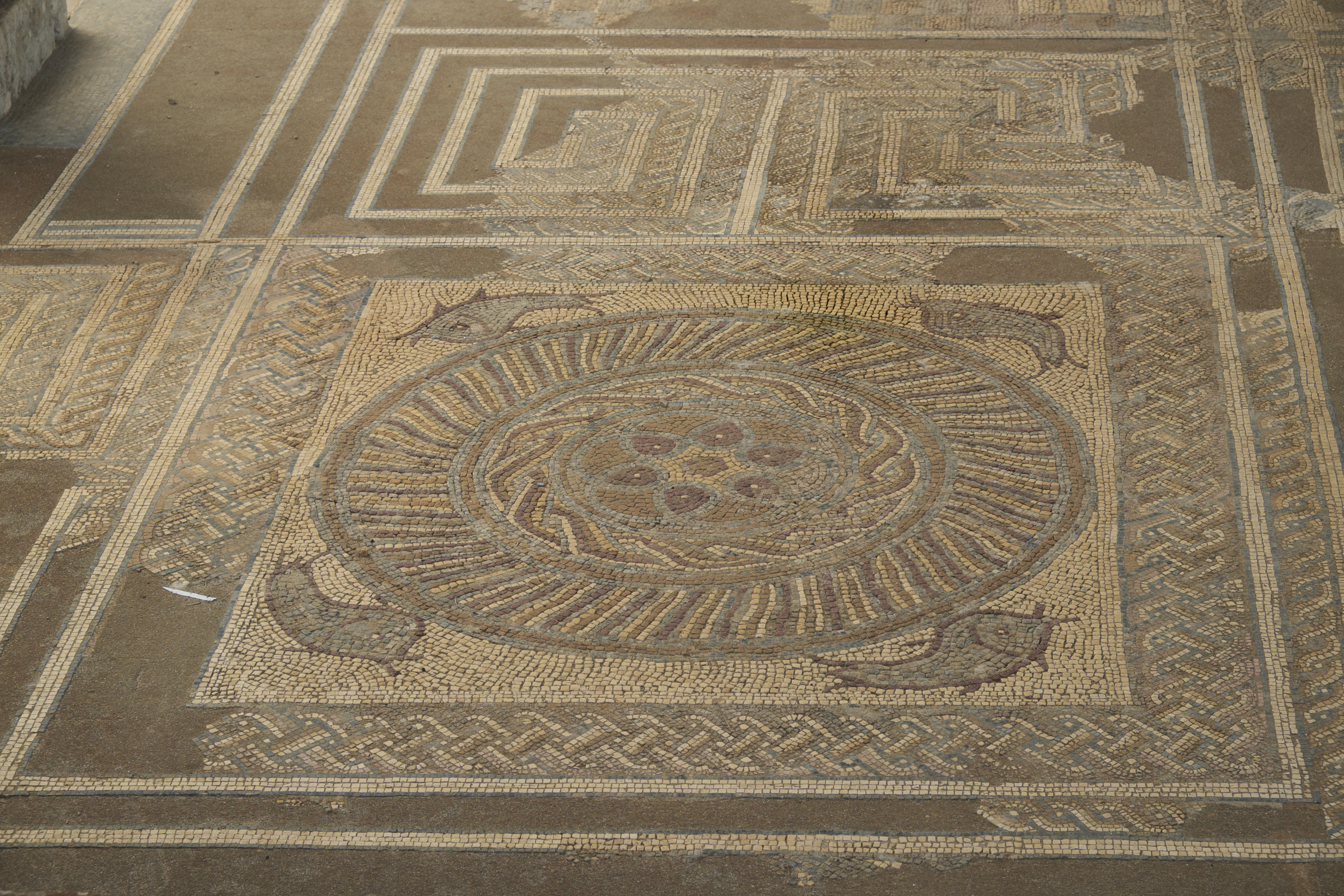
Mosaik mit Fischen
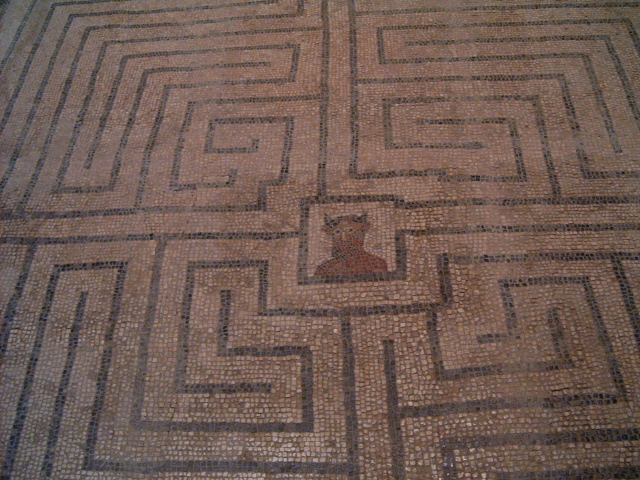
Mosaik mit einem Labyrinth
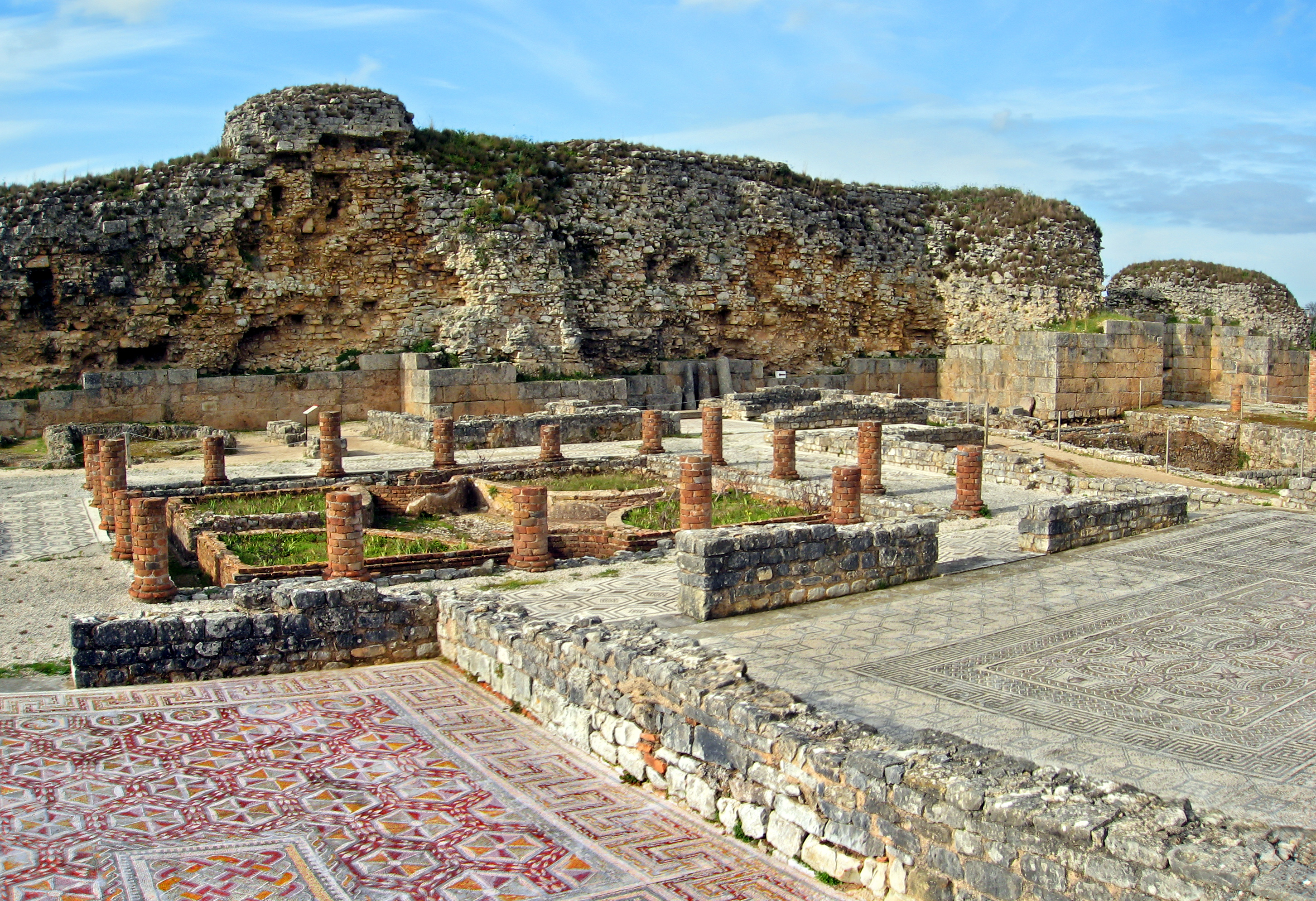
Reste einer römischen Villa
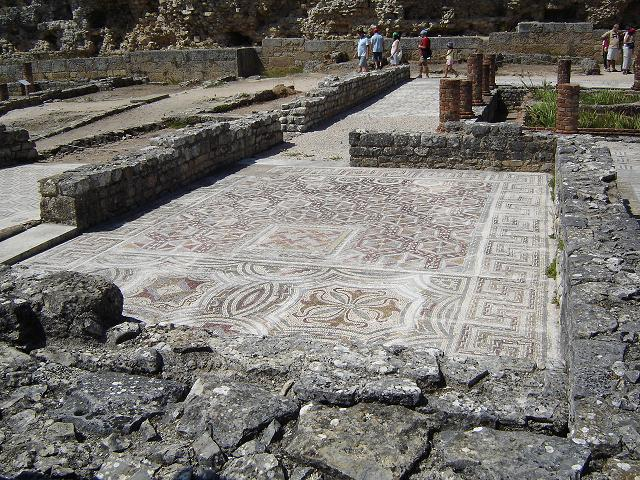
Bodenmosaik
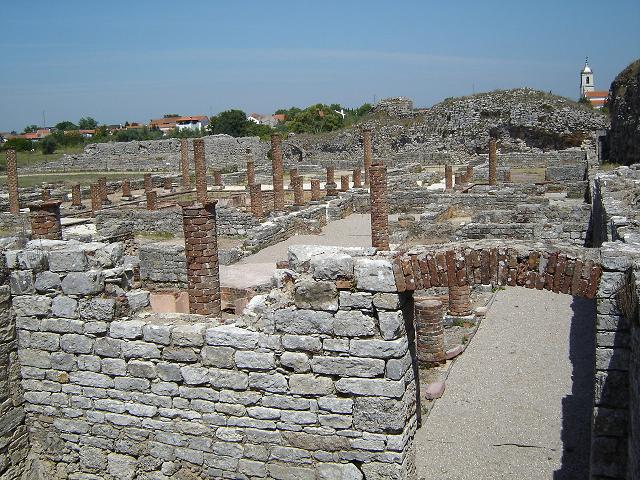
Überreste eines Gebäudes
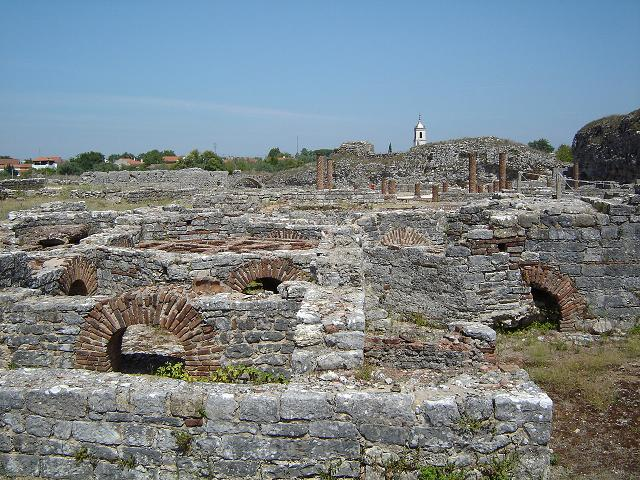
Überreste der Thermen